# チョウセンハマグリ

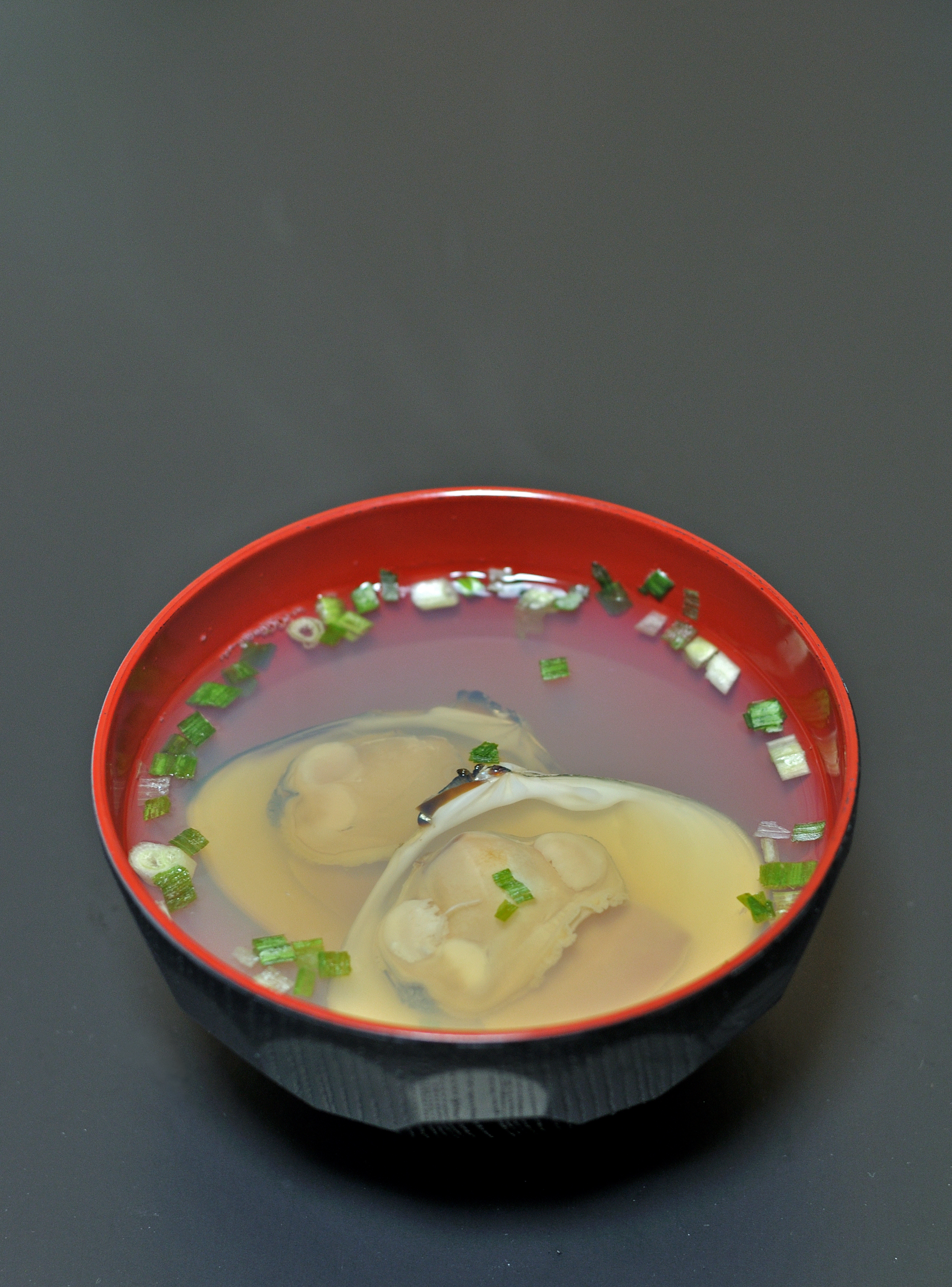
チョウセンハマグリの潮汁

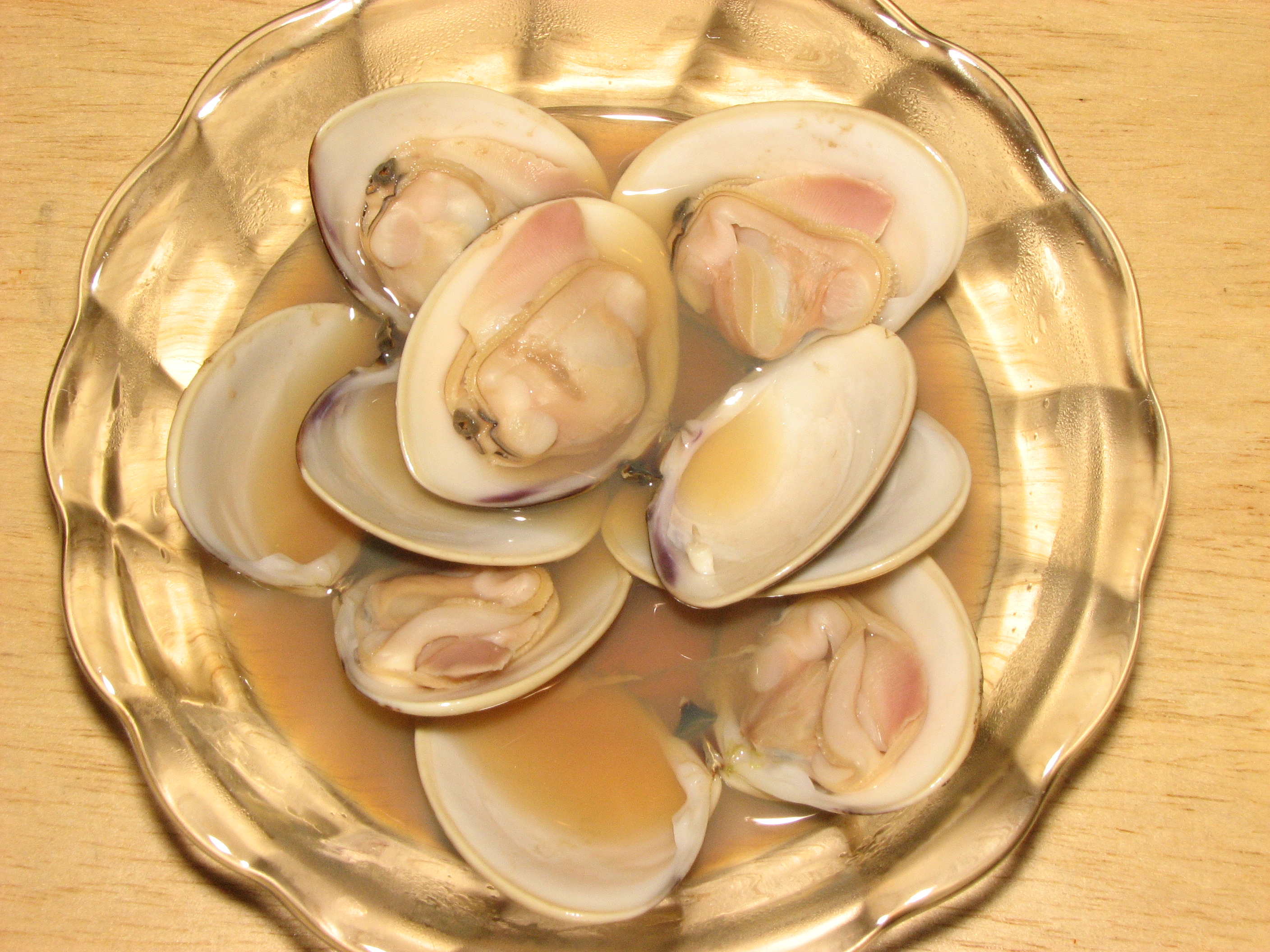
チョウセンハマグリの酒蒸し

チョウセンハマグリ（朝鮮蛤） 学名 Meretrix lamarckii は、マルスダレガイ科ハマグリ属に分類される海産の二枚貝の一種。
食用貝として水産上重要な種である。近縁で絶滅危惧種のハマグリ Meretrix lusoria が内湾的環境に生息するのに対し、チョウセンハマグリは外洋的環境に生息する。

## 分布
日本国内では房総半島以南の太平洋側、能登半島以南の日本海側。ほか、台湾、海南島、フィリピン。

## 形態
殻長100ミリ、殻高70ミリ、拡幅40ミリに達する、ハマグリ属としては大型の種である。
殻は丸みを帯びた三角形。ハマグリに似るが、殻はより厚く、膨らみはやや弱く、腹縁の湾曲が弱く、また鉸歯（こうし）がより大きく強いなど、殻全体がより頑強なつくりになっている。外套線湾入は丸く、ハマグリよりもやや深い。
殻の表面の外見は淡褐色を典型に個体差が大きく、全体にチョコレート色になるものなどもある。幼貝のうちは筆でかすったような褐色斑が現れることもあるが、老成すると模様の鮮明な個体は少なくなる。斑紋があっても淡くぼんやりとして目立たない。

## 生態
外洋に面した海域の、潮間帯下部から水深20メートル程度の砂底に生息する。
植物プランクトンを餌とする。
産卵期は7 - 8月。孵化から約3年で殻長3センチまで成長する。

## 人との関わり
食用にする。ただし肉質は少し硬く、味はハマグリに劣るとする意見もある。おもな産地は鹿島灘、九十九里浜、日向灘など。
また、半化石を碁石の材料として利用することから、ゴイシハマグリの別名を持つ。かつては宮崎県が有名な産地であった（スワブテハマグリと呼ばれた同地産のチョウセンハマグリが最上の品質をたたえられた）が、近年ではメキシコ産のメキシコハマグリ Tivela stultorum を輸入して使うことも多い。